# Callewaert Vanlangendonck Gallery
Callewaert Vanlangendonck Gallery is een Belgische kunstgalerie voor abstracte kunst. Zij werd in 2012 opgericht door Yoeri Vanlangendonck en Brecht Callewaert in de Antwerpse Wolstraat. In 2013 opende een tweede ruimte in dezelfde straat. In 2017 breidde de galerie uit naar een 17e-eeuws pand in de Antwerpse universiteitsbuurt, gerenoveerd door architecten Rolies + Dubois en geopend door cultuurminister Sven Gatz en universiteitsrector Herman Van Goethem.
Callewaert Vanlangendonck Gallery toont lyrische en geometrisch abstracte kunstenaars uit de volgende groepen: Cobra, Art Abstrait, Art Construit, Formes, G58, de Nieuwe Vlaamse School en de ZERO-beweging en hedendaagse kunstenaars in lijn met deze visuele taal. De galerie werkt samen met de kunstenaars, hun erfgenamen of kunstenaarsestates.
Kunstenaars onder wie Guy Vandenbranden, Paul Van Hoeydonck, Pol Bury, Michel Seuphor, Jan Dries, Jan Cox, Jef Verheyen, Luc Peire, Walter Leblanc, Jan Saverys, Serge Vandercam, Mark Verstockt en Gilbert Swimberghe worden permanent getoond in de galerie. Callewaert Vanlangendonck Gallery vertegenwoordigt de nalatenschap van Guy Vandenbranden en beheert zijn kunstenaarsarchief. De galerie gaat ook samenwerkingen aan met hedendaagse kunstenaars zoals Koen van den Broek, Guillaume Bijl, Timothy Segers, Jef Meyer en Daems van Remoortere.

## Callewaert Vanlangendonck Collection
Yoeri Vanlangendonck en Brecht Callewaert verzamelen actief kunstwerken uit de naoorlogse periode om een referentiecollectie aan te leggen van de Belgische abstracten. Deze werken worden op regelmatige basis getoond en uitgeleend voor museale tentoonstellingen. De kunstverzameling omvat enkele honderden werken en bestaat uit sleutelwerken van onder meer Guy Vandenbranden, Paul Van Hoeydonck, Serge Vandercam, Mark Verstockt, Luc Peire, Walter Leblanc, Pol Mara, Jean Rets, Jef Verheyen, Jan Cox, Gilbert Swimberghe, Pol Bury en Jan Saverys. Daarnaast focust de verzameling op archieven en publicaties van deze kunstenaars. Zo beheert de collectie de archieven van Guy Vandenbranden en de kunstenaarsgroep Art Abstrait (fonds Saverys). Deze archieven zijn raadpleegbaar voor onderzoek.

## Publicaties
Callewaert Vanlangendonck Gallery geeft boeken uit over haar kunstenaars in samenwerking met historicus David Vermeiren. Daarnaast worden ook kunstedities uitgegeven. Zo gaf de galerie o.a. in 2016 de zeefdruk 'Cox' uit in samenwerking met kunstenaar Koen van den Broek.
1. David Vermeiren, Guy Vandenbranden, Antwerpen, Callewaert Vanlangendonck Gallery, Antwerpen 2014[7]
2. David Vermeiren, Jan Saverys en de groep Art Abstrait, Callewaert Vanlangendonck Gallery, Antwerpen 2015[8]
3. David Vermeiren, Guy Vandenbranden. Inner Circle, Callewaert Vanlangendonck Gallery, Antwerpen, 2017[9]
4. David Vermeiren, Mark Verstockt. Ontwikkeling en genese van een vormentaal, Callewaert Vanlangendonck Gallery, Antwerpen, 2018
5. David Vermeiren, Serge Vandercam. Nuclear Times. 1953-1963, Callewaert Vanlangendonck Gallery, Antwerpen, 2019
6. David Vermeiren, Kurt Lewy. Towards abstraction, Callewaert Vanlangendonck Gallery & Joods Museum van België, Antwerpen, 2020